# Benjamin Schulz (Politiker)
Benjamin Schulz (* 6. März 1990) ist ein österreichischer Politiker (SPÖ) und Gewerkschafter. Er ist seit 2020 Mitglied im Wiener Landtag und Gemeinderat.

## Ausbildung und Beruf
Schulz absolvierte von 2006 bis 2010 eine Lehre als IT-Techniker bei der Fernwärme Wien und arbeitete anschließend bei den Wiener Linien. Seinen Zivildienst leistete er 2011/2012 bei der Lebenshilfe Wien. Seit 2013 arbeitete er als SAP Consultant.

## Politik & Gewerkschaft
Bereits während seiner Ausbildung war Schulz Jugendvertrauensratsvorsitzender der Fernwärme Wien und Regionaljugendvorsitzender der GPA-djp Jugend Wien. Aktuell ist er Vorsitzender der FSG Jugend Wien sowie Lehrlings- und Jugendsprecher der SPÖ Wien.
Seit dem 24. November 2020 ist er Abgeordneter zum Wiener Landtag und Mitglied des Gemeinderates der Stadt Wien. Er ist dort Mitglied im Stadtrechnungshofausschuss sowie Ersatzmitglied im Ausschuss für Soziales, Gesundheit und Sport und dem Kuratorium Wiener Pensionisten-Wohnhäuser.